# André Cayatte
André Cayatte (Carcassonne, 1909. február 3. – Párizs, 1989. február 6.) francia filmrendező, forgatókönyvíró.

## Életpályája
Jogot végzett és ügyvédi diplomát szerzett. Újságíróskodott és regényei jelentek meg. Az 1930-as évek végén mint forgatókönyvíró került a filmhez. 1942–1948 között rövid- és középméretű alkotásokat forgatott. A kezdeti hangkeresés után az 1950-es években talált rá igazi témáira.

## Munkássága
A törvényszék világa, a jog, az igazság gyakran egymásnak ellentmondó parancsai foglalkoztatták. Kedvelte a bűnügyi történeteket, de nem a hatáskeltés, hanem a társadalombíráló szándék vezette. Számára a bűneset csupán ok volt arra, hogy a felelősség kérdését felvesse. Haladó gondolkodású művész volt. Egyik legemlékezetesebb munkája az Özönvíz előtt (1954). E kíméletlen erkölcsrajzában a nyugati fiatalság bizonyos rétegeinek gyökértelenségét, perspektíva-nélküliségét ábrázolta, és azt a háborús pszichózist ("özönvíz" előtti hangulat), amely ezt tudatosan előidézte. Erőssége az érzékletes légkörteremtés és aprólékos környezetrajz volt.

## Filmjei

### Forgatókönyvíróként
- Színészbejáró (1938)
- Asszony az örvényben (1940)
- Vontatók (1941)[1]
- A fehér teherautó (Le camion blanc) (1943)
- A hölgyek öröme (Au bonheur des dames) (1943) (filmrendező is)
- Péter és János (Pierre et Jean) (1943) (filmrendező is)
- Szerenád a felhőkből (Sérénade aux nuages) (1946) (filmrendező is)
- Roger la Honte (1946) (filmrendező is)
- Roger la Honte bosszúja (La revanche de Roger la Honte) (1946) (filmrendező is)
- Veronai szeretők (1949) (filmrendező is)
- Elhangzott az ítélet (1950) (filmrendező is)
- Mindannyian gyilkosok vagyunk (1952) (filmrendező is)
- Özönvíz előtt (1954) (filmrendező is)
- A fekete dosszié (1955) (filmrendező is)
- A tükör két oldala (Le miroir à deux faces) (1958) (filmrendező is)
- Házasélet I.-II. (1963) (filmrendező is)
- Pallos és mérleg (Le glaive et la balance) (1963) (filmrendező is)
- Jean-Marc, avagy a házasélet (1964) (filmrendező is)
- Csapda Hamupipőkének (Piège pour Cendrillon) (1965) (filmrendező is)
- A hivatás kockázata (1967) (filmrendező is)
- Meghalni a szerelemért (1971) (filmrendező is)
- Nem zörög a haraszt… (1973) (filmrendező is)
- Ítélet (1974) (filmrendező is)
- Mindenkinek a maga keresztje (1977) (filmrendező is)
- Államérdek (1978) (filmrendező is)
- Les dossiers de l'écran (1980–1983) (filmrendező is)
- A nagy titok (1989)
- Tükröm, tükröm (1996)

### Filmrendezőként
- Az ismeretlen énekes (Le chanteur inconnu) (1947)
- Vissza az életbe (Retour à la vie) (1949)

## Díjai
- velencei Arany Oroszlán díj (1950) Elhangzott az ítélet
- berlini Arany Medve-díj (1951) Elhangzott az ítélet
- Zsűri díja (cannes-i fesztivál) (1952) Mindannyian gyilkosok vagyunk
- velencei Arany Oroszlán díj (1960) Le passage du Rhin
- berlini Ezüst Medve-díj (1973) Nem zörög a haraszt…
- Zsűri Nagydíja (Berlini Filmfesztivál) (1973) Nem zörög a haraszt…